# Sami Zubaida
Sami Zubaida (sinh năm 1937 tại Baghdad, Iraq; rời Iraq năm 1953, ở tuổi 16), hiện là Giáo sư danh dự về Chính trị và Xã hội học tại Birkbeck, Đại học Luân Đôn. Ông là người tham gia thường xuyên tại Hội nghị chuyên đề Oxford về Thực phẩm và Nghề nấu ăn, và đã chủ trì một hội nghị tại Trường Nghiên cứu phương Đông và châu Phi Luân Đôn vào năm 1992, tập trung thảo luận về các nền văn hóa ẩm thực của Trung Đông.

## Tác phẩm
- 1994 (biên tập viên, cùng với Richard Tapper) : Culinary Cultures of the Middle East. Luân Đôn: I. B. Tauris. ISBN 1-85043-742-4